# Lago de cratera de impacto

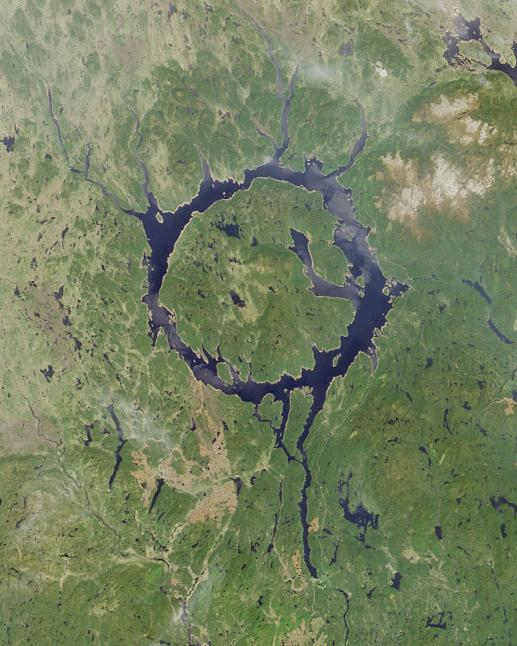
Lago Manicouagan em Quebec, Canadá

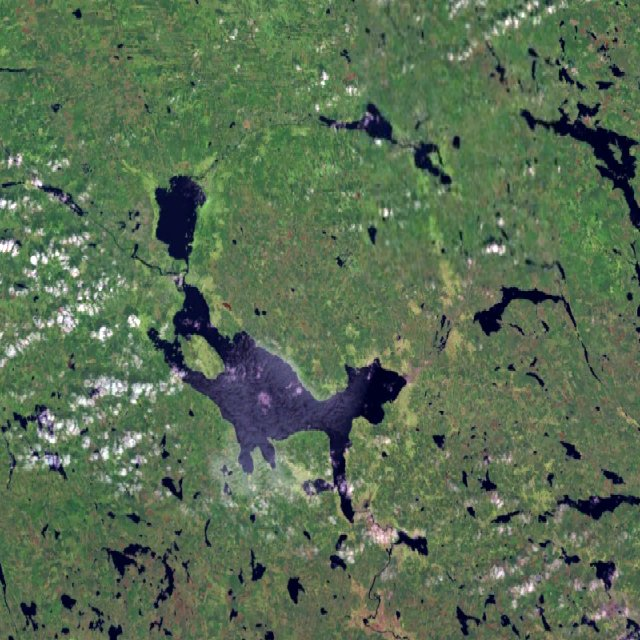
Uma fotografia de satélite do Anel de Siljan. O Lago Siljan é uma grande parte da borda sudoeste da cratera bastante erodida.

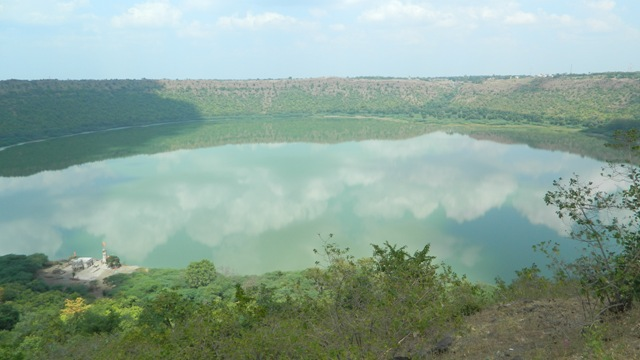
Lago Lonar na Índia

Um lago de cratera de impacto é um corpo d'água que se forma dentro de uma depressão criada pela colisão de um meteoroide, asteroide ou cometa com a superfície terrestre. Esses lagos surgem quando a cratera resultante do impacto acumula água, seja por meio de precipitação, infiltração ou de rios que a alimentam. Em vários casos, o lago adquire a forma de um anel, sendo então chamado de lago anular. 
A formação de tais lagos depende da geologia local, da profundidade da cratera e das condições climáticas que possibilitam o acúmulo de água.

## Exemplos
O Lago Manicouagan, no Canadá, é um dos maiores lagos de cratera de impacto do mundo. A cratera que o abriga é uma estrutura de múltiplos anéis, com cerca de 100 quilômetros de largura. A característica mais proeminente dessa cratera é o anel interno de 70 quilômetros de diâmetro, que forma um lago anular em torno de um planalto insular conhecido como Ilha René-Levasseur. Esse lago, que circunda a ilha, foi criado por um impacto ocorrido há aproximadamente 214 milhões de anos, durante o final do período Triássico. A cratera de Manicouagan é considerada a sexta maior cratera de impacto confirmada na Terra, quando medida de borda a borda. 

## Lista
| Lago | Localização                     |
| África                                                                                                  | África                          |
| --- | ------------------------------- |
| Lake Bosumtwi                                                                                           | Gana                            |
| Tswaing crater                                                                                          | África do Sul                   |
| Ásia |                                 |
| Karakul                                                                                                 | Tajiquistão                     |
| Lake Cheko (possibly created in 1908 with the Tunguska event)                                           | Sibéria, Rússia                 |
| Lake El'gygytgyn                                                                                        | Tchukotka, Rússia               |
| Lonar Lake                                                                                              | Índia                           |
| Europa                                                                                                  |                                 |
| Dellen                                                                                                  | Suécia                          |
| Karikkoselkä                                                                                            | Finlândia                       |
| Keurusselkä                                                                                             | Finlândia                       |
| Lake Kaali                                                                                              | Estónia                         |
| Lake Lappajärvi                                                                                         | Finlândia                       |
| Lake Siljan                                                                                             | Suécia                          |
| Lake Yanisyarvi                                                                                         | Carélia, Rússia                 |
| Mien | Suécia                          |
| Morasko meteorite nature reserve (five of the seven craters contain lakes)                              | Polónia                         |
| Paasselkä                                                                                               | Finlândia                       |
| Sääksjärvi                                                                                              | Finlândia                       |
| Saarijärvi crater                                                                                       | Finlândia                       |
| Suvasvesi                                                                                               | Finlândia                       |
| América do Norte                                                                                        |                                 |
| Clearwater Lakes (lake-filling paired impact craters: Lac à l'Eau Claire Est, Lac à l'Eau Claire Ouest) | Quebec, Canadá                  |
| Couture crater                                                                                          | Quebec, Canadá                  |
| Gilmour and Tecumseh Lakes, Brent crater                                                                | Ontário, Canadá                 |
| Gow crater                                                                                              | Sascachevão, Canadá             |
| Lake Manicouagan (artificially enlarged by a dam)                                                       | Quebec, Canadá                  |
| Lake Wanapitei                                                                                          | Ontário, Canadá                 |
| Mistastin crater                                                                                        | Labrador, Canadá                |
| Pilot crater                                                                                            | Territórios do Noroeste, Canadá |
| Pingualuit crater (formerly called Chubb Crater and later New Quebec Crater)                            | Quebec, Canadá                  |
| West Hawk Lake                                                                                          | Manitoba, Canadá                |
| Oceania                                                                                                 |                                 |
| Acraman crater (ephemeral playa lake)                                                                   | Austrália Meridional, Austrália |
| Shoemaker crater                                                                                        | Austrália Ocidental, Austrália  |